# Халилов, Тарлан Отелло оглы
Тарлан Отелло оглы Халилов (азерб. Xəlilov Tərlan Otello oğlu; 27 августа 1984, Баку) — азербайджанский футболист. Амплуа — полузащитник. Защищал цвета молодёжной сборной Азербайджана.

## Клубная карьера

Тарлан Халилов в составе ФК «Шуша» перед матчем XIV тура чемпионата Азербайджана в Первом Дивизионе с командой «Кяпаз». Баку, 14.12.2013

Карьеру футболиста начал в 2003 году в составе команды «Адлийя» (Баку). В дальнейшем защищал также цвета сумгаитского «Гянджларбирлийи», столичного «Баку» и сальянской «Мугани». С 2009 года выступает в составе «летчиков» из клуба «АЗАЛ» (Шувалан).

### Еврокубки
Дебют в еврокубках состоялся 23 июня 2007 года в первом квалификационном раунде Кубка Интертото в составе «Баку» против молдавской «Дачии».

## Молодёжная сборная Азербайджана
Дебютный матч в составе молодёжной сборной Азербайджана состоялся 11 мая 2006 года в матче предварительного раунда чемпионата Европы среди молодёжных команд между сборными Азербайджана и Ирландии.